# Whitworth Without
Whitworth Without var en civil parish från 1894 till 1937 då den blev en del av Spennymoor, i grevskapet Durham, i England. Civil parish var belägen 9 km från Durham och hade 67 invånare år 1931.